# Meroglossa gemmata
Meroglossa gemmata är en biart som beskrevs av Houston 1975. Meroglossa gemmata ingår i släktet Meroglossa och familjen korttungebin. Inga underarter finns listade i Catalogue of Life.

## Bildgalleri

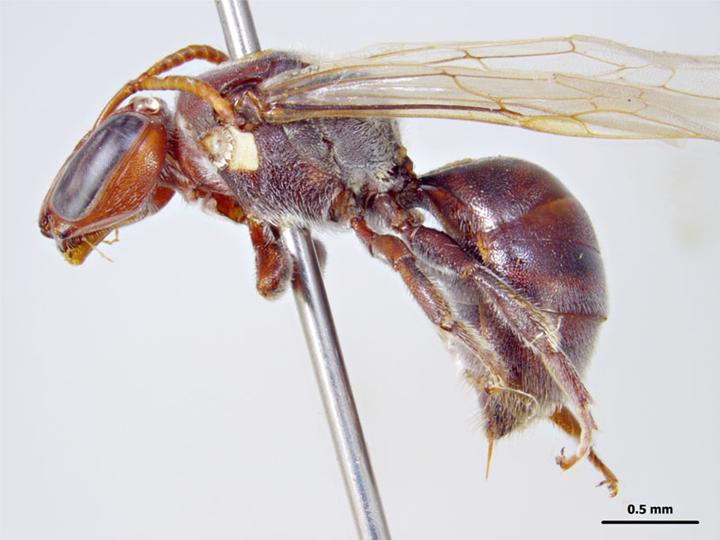
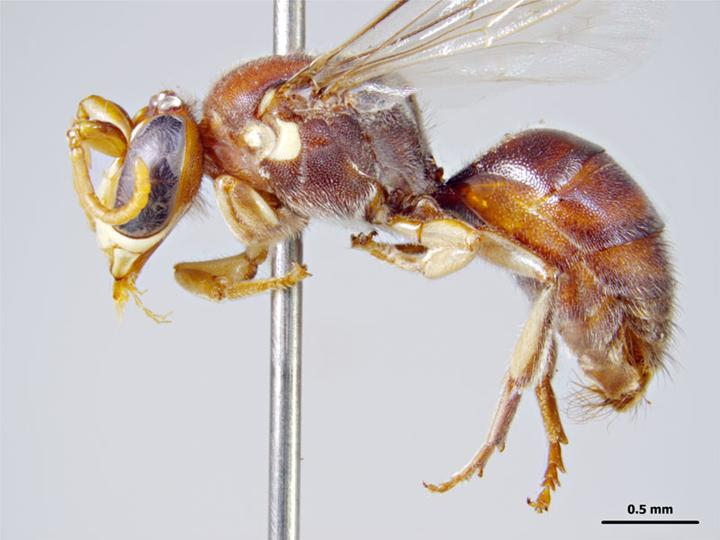